# Hans Haferkamp (Politiker)
Hans Haferkamp (* 25. November 1908 in Sterkrade; † 27. November 1993) war ein deutscher Politiker der SPD.

## Leben
Hans Haferkamp besuchte die Volksschule und das Realgymnasium, an dem er die Reifeprüfung ablegte. Er belegte ein Studium der Fächer Englisch, Geschichte und Sport an den Universitäten Bonn und Münster. Im Anschluss promovierte er in Geschichte zum Dr. phil. Haferkamp legte das 1. und 2. phil. Staatsexamen ab. Er war 1948 Studienrat in Brühl und ab 1956 Oberstudienrat.
Hans Haferkamp war von 1954 bis 1958 Mitglied der FDP. 1960 trat er in die SPD ein. In den Stadtrat von Brühl wurde er 1965 gewählt. Von 1956 bis 1958 fungierte er als Kreistagsabgeordneter.
Hans Haferkamp war vom 25. Juli 1966 bis zum 25. Juli 1970 direkt gewähltes Mitglied des 6. Landtages von Nordrhein-Westfalen für den Wahlkreis 013 Köln-Land II.